# Мэйсек, Брукс
Брукс Мэйсек (нем. Brooks Macek; род. 15 мая 1992, Виннипег) — канадский и немецкий хоккеист, нападающий «Автомобилиста».

## Биография
В хоккее выступать начинал в молодёжной хоккейной лиге Саскачевана за команду «Нотр-Дам Хаундс» в 2005 году. В 2008 году стал игроком «Трай-Сити Американс», выступающего в Западной хоккейной лиге. За команду провёл 202 матча, забросил 46 шайб и отдал 95 голевых передач.
В 2010 году на драфте НХЛ был выбран в 6-м раунде командой «Детройт Ред Уингз». В середине сезона 2010/11 перешёл в другую команду лиги, «Калгари Хитмен». За канадскую команду сыграл 171 матч, забросил 58 шайб и 94 раза ассистировал при взятии ворот соперника.
В 2013 году стал игроком немецкой команды «Изерлон Рустерс». Провёл три сезона, в 2016 году стал игроком мюнхенской команды «Ред Булл». 
В 2015 году стал гражданином Германии и сыграл несколько матчей в неофициальных турнирах за немецкую сборную. В 2016 году дебютировал за сборную Германии на чемпионате мира по хоккею с шайбой.
В 2019 году подписал двухлетний контракт с клубом КХЛ «Автомобилист».

## Достижения

### Международная карьера
Обладатель серебряной медали на Олимпийских играх в Пхёнчхане в 2018 году в составе сборной Германии, уступившей в финале сборной России, которая выступала в нейтральном статусе. 

### Чемпионат Германии
Чемпион Немецкой хоккейной лиги (DEL) в сезонах 2016/17 и 2017/18 в составе команды «Ред Булл» (Мюнхен).

### КХЛ
В сезоне 2019/20 набрал 46 очков (24+22) в 61 матче. В сезоне 2020/21 набрал 28 очков (17+11) в 57 матчах. В сезоне 2021/22 набрал 32 очка (15+17) в 36 матчах. В сезоне 2022/23 набрал 53 очка (36+17) в 64 матчах. С 8 по 12 ноября 2022 года сделал дубли в трёх матчах подряд. Занял второе место по заброшенным шайбам в КХЛ, уступив только Дмитрию Яшкину (40).